# Querfehler (Vermessung)
Der Querfehler ist eine kritische Größe bei einigen Messmethoden der Geodäsie und Ingenieurvermessung. Er kann durch Abweichung der Richtungsmessung wahrgenommen werden. Konkret geht es um die fehlerhafte Lage des Endpunktes einer mathematischen Strecke.
Der Querfehler  entsteht durch Ungenauigkeiten bei Richtungsmessungen, beim Zentrieren und durch andere, zum Teil instrumentelle Einflüsse.
Bei Polygonzügen wächst er nach einigen Standpunkten mit der Wurzel der Punktanzahl an (Fehlerfortpflanzung). Durch die sogenannte Zwangszentrierung kann der Einfluss der Zentrierfehler unter 0,1 mm gehalten werden. Dazu wird unter Verwendung mehrerer Stative auf speziellen Untersätzen der Theodolit gegen die Zielmarke ausgetauscht bzw. umgekehrt.